# Live Concert at the Forum
Live Concert at the Forum – drugi koncertowy album amerykańskiej piosenkarki Barbry Streisand, wydany w 1972 roku. Był on zapisem występu, jaki piosenkarka dała w kwietniu tego samego roku w kalifornijskim Kia Forum w celu zebrania funduszy na rzecz kampanii prezydenckiej George’a McGoverna.
Płyta dotarła do miejsca 19. na liście sprzedaży w USA i otrzymała tam certyfikat platynowej.

## Lista utworów
Strona A
| 1. | „Sing/Make Your Own Kind of Music”   | 4:23  |
|    |                                      |       |
| 2. | „Starting Here, Starting Now”        | 2:45  |
|    |                                      |       |
| 3. | „Don’t Rain on My Parade”            | 2:40  |
|    |                                      |       |
| 4. | „Monologue”                          | 3:12  |
|    |                                      |       |
| 5. | „On a Clear Day You Can See Forever” | 1:56  |
|    |                                      |       |
| 6. | „Sweet Inspiration/Where You Lead”   | 6:19  |
|    |                                      |       |
|    |                                      | 21:15 |
|    |                                      |       |
Strona B
| 1. | „Didn’t We”                      | 3:12  |
|    |                                  |       |
| 2. | „My Man”                         | 4:34  |
|    |                                  |       |
| 3. | „Stoney End”                     | 3:06  |
|    |                                  |       |
| 4. | „Sing/Happy Days Are Here Again” | 5:30  |
|    |                                  |       |
| 5. | „People”                         | 3:28  |
|    |                                  |       |
|    |                                  | 19:50 |
|    |                                  |       |

## Notowania
| Kraj                              | Pozycja |
| --------------------------------- | ------- |
| Stany Zjednoczone (Billboard 200) | 19      |

## Certyfikaty
| Kraj                     | Certyfikat      |
| ------------------------ | --------------- |
| Stany Zjednoczone (RIAA) | platynowa płyta |